# Friedrich Dehnhardt
Friedrich Dehnhardt ( Hanóver, 1787 - 1870 ) fue un botánico horticultor alemán que desarrolló gran parte de sus actividades en Italia. Fue el creador en 1833 del parque de Capodimonte, de Nápoles: principal pulmón verde de la ciudad; y fue codirector del Orto Botanico di Napoli.
En 1817 a través del botánico Allan Cunningham que había traído semillas y especímemes de E. camaldulensis, en 1832 Dehnhardt publica su descripción y lo nombra. Además plantó y cuidó de varios árboles, que hacia 1920 se remueven y desaparecen

## Algunas publicaciones
- Beschreibungen verschiedener essbarer Feigen, nebst Beobachtungen über die Cultur derselben ( Descripciones de diferentes hongos comestibles, agregado a observaciones acerca de su cultivo)
- Catalogus Plantarum Horti Camaldulensis Archivado el 21 de mayo de 2015 en Wayback Machine. (1ª ed. 1829, 2ª ed. 1832)

## Honores

### Eponimia
Especies
- (Acanthaceae) Aphelandra dehnhardtii Ten.[3]

- (Fabaceae) Ononis dehnhardtii Ten.[4]

- (Sterculiaceae) Melhania dehnhardtii K.Schum.[5]

- (Tiliaceae) Grewia dehnhardtii K.Schum.[6]

- (Violaceae) Viola dehnhardtii Ten.[7]
- La abreviatura «Dehnh.» se emplea para indicar a Friedrich Dehnhardt como autoridad en la descripción y clasificación científica de los vegetales.[8]